# Grace (Idaho)
Grace és una població al Comtat de Caribou a l'estat d'Idaho (Estats Units d'Amèrica).

## Demografia
Segons el cens del 2000 Grace tenia 990 habitants
, 364 habitatges, i 274 famílies. La densitat de població era de 386,1 habitants/km².
Dels 364 habitatges en un 35,2% hi vivien nens de menys de 18 anys, en un 64,3% hi vivien parelles casades, en un 6,3% dones solteres, i en un 24,5% no eren unitats familiars. En el 23,4% dels habitatges hi vivien persones soles el 14,8% de les quals corresponia a persones de 65 anys o més que vivien soles. El nombre mitjà de persones vivint en cada habitatge era de 2,72 i el nombre mitjà de persones que vivien en cada família era de 3,21.
Per edats la població es repartia de la següent manera: un 31,4% tenia menys de 18 anys, un 6,9% entre 18 i 24, un 23,8% entre 25 i 44, un 22,5% de 45 a 60 i un 15,4% 65 anys o més.
L'edat mediana era de 36 anys. Per cada 100 dones de 18 o més anys hi havia 92,9 homes.
La renda mediana per habitatge era de 32.303 $ i la renda mediana per família de 39.306 $. Els homes tenien una renda mediana de 33.214 $ mentre que les dones 14.306 $. La renda per capita de la població era de 13.452 $. Aproximadament el 5,7% de les famílies i el 7% de la població estaven per davall del llindar de pobresa.

## Poblacions properes
El següent diagrama mostra les poblacions més properes.